# Diplolopha
Diplolopha is een geslacht van vlinders van de familie visstaartjes (Nolidae), uit de onderfamilie Chloephorinae.

## Soorten
- D. cycloptera Dognin, 1911